# Phil Gersh
Phil Gersh (Nova Iorque, 19 de outubro de 1911 — Beverly Hills, 10 de maio de 2004) foi um agente de talentos norte-americano, responsável por descobrir estrelas como Humphrey Bogart, David Niven e Richard Burton.